# Partida de Calderons
Calderons és una partida de terra del terme municipal de Reus, a la comarca catalana del Baix Camp.
Està situada al nord de la ciutat, a les proximitats del Camí de la Mineta de Martorell i del Barranc dels Cinc Ponts, que arriba fins a l'extrem del terme a tocar de la Riera del Roquís o de Castellvell. Els Estellers, l'Hospitalera, les Planes i les Tries són les partides que l'envolten. El Barranc de Calderons, no passa ben bé per la partida, però hi és molt a la vora.